# فيليرس سير سيمون
فيليرس سير سيمون (بالفرنسية: Villers-Sir-Simon)‏ هي بلدية تقع في إقليم باد كاليه من منطقة نور با دو كاليه في شمال فرنسا. تبلغ مساحة هذه المدينة 2.47 (كم²)، وترتفع عن سطح البحر 128 م، يبلغ عدد سكانها 135 نسمة حسب إحصاء المعهد الوطني للإحصاء والدراسات الاقتصادية سنة 2009 م. وترأس Xavier Normand البلدية خلال فترة (2008-2014).